# Босси, Энеа
Энеа Босси-старший (англ. Enea Bossi Sr., 29 марта 1888, Милан — 9 января 1963, Дейтон, Огайо) — итальянский, затем — американский инженер и пионер авиации. Известен прежде всего тем, что разработал первый самолёт из нержавеющей стали «Budd BB-1 Pioneer»; а также самолёт «Pedaliante», которому спорно приписывают первый полёт, полностью осуществляемый человеком.

## Биография
Окончил Технический институт в Лоди, Италия (1907), специализировался по физико-математическим наукам. Успех братьев Райт, совершивший полёт в декабре 1903 года, настолько впечатлил Босси, что он решил посвятить себя авиации, став вторым лицензированным пилотом в Италии. На средства своего отца в 1908 году он спроектировал и построил свой собственный самолёт по образцу самолёта Райта. Босси также использовал самолёт, чтобы научить себя и Джузеппе М. Белланка летать. В следующем году этот проект получил серебряную медаль на первом международном авиационном совещании в Реймсе, Франция. Самолёт стал первым самолётом итальянской конструкции, построенным на собственном заводе Босси.
В начале декабря 1909 года вместе с коллегами-инженерами Джузеппе М. Белланка и Паоло Инверницци был успешно совершён первый полёт спроектированного и построенного в Италии самолёта. Также в 1909 году Босси разработал первую тормозную систему шасси, а также первый гидросамолет итальянского флота.
В начале 1910-х годов Босси служил итальянским представителем Curtiss Airplane and Motor Company, обеспечивая права на местное лицензионное производство Curtiss Model F братьями Зари, которые построили восемь экземпляров в своей мастерской в Бовизе (сегодня в черте Милана). Первый из них был представлен итальянскому флоту на озере Комо 22 сентября 1914 года. В течение этого десятилетия Босси также работал в авиационном корпусе, помогая итальянскому правительству в создании и организации его военно-воздушных сил.
Во время Первой мировой войны Босси был пилотом бомбардировщика и лётным инструктором итальянского военно-морского флота. Из-за экономических и социальных трудностей, возникших в Италии после войны, в 1918 году Босси эмигрировал в Соединённые Штаты, где в конечном итоге стал натурализованным гражданином. В 1920-х годах Босси работал над рядом устройств, относящихся к топливным системам, что привело к его последним работам над современными системами дозаправки в воздухе.
В 1927 году Босси стал соучредителем компании Société Continentale Parker во Франции вместе с Робертом Дете, Луи Поланом и Пьером Пьером. Цель заключалась в передаче технологий обработки поверхности для аэрокосмической промышленности в Европу. Используя свои связи, он получил лицензию от Parker Rust-Proof в Детройте, Паркерзинг, а на более позднем этапе — права на распространение специальных химикатов для гальванических покрытий компании Udylite Corp. Позже компания стала лидером европейского рынка в области обработки поверхностей через свои правопреемники Chemetall GmbH и Coventya GmbH.
В октябре 1928 года Босси основал Американскую авиационную корпорацию (AAC), официально расположенную по адресу 730 Fifth Avenue в Порт-Вашингтоне, Нью-Йорк, для постройки гидросамолетов Savoia-Marchetti по лицензии. Работа Босси не обошлась без неудач. В начале 1930 года он пережил крушение экспериментального S-56, в результате которого погиб лётчик-испытатель Питер Талбот. Босси спас корабль береговой охраны CG-162.
Компания Эдварда Бадда из Филадельфии была крупным производителем автомобильных кузовов и разработчиком технологий обработки нержавеющей стали. В 1930 году компания начала работу с авиационной промышленностью, подписав контракты на производство авиационных колёс и нервюр крыла из нержавеющей стали. Энеа Босси, близкий друг Эдварда Бадда, присоединился к компании в качестве руководителя отдела, чтобы руководить проектированием и постройкой 4-местного самолёта Budd BB-1 Pioneer — первого самолёта, конструкция которого сделана из нержавеющей стали.
В 1932 году Босси услышал об одном самолёте, который успешно летал, имея двигатель мощностью только 1 л. с. (0,75 кВт). Это побудило Босси рассчитать минимальную мощность, необходимую для полёта пилотируемого самолёта. Расчёт дал значение приблизительно 0,94 лошадиных сил (0,70 кВт), что убедило Босси в возможности полёта человека, использующего только свои силы. Во время поездки в Филадельфию Босси проверил скорость, с которой планер взлетит на буксире. Эксперимент заключался в привлечении профессионального велосипедиста для буксировки планера. К буксирному тросу была прикреплена пружинная шкала, чтобы измерять силу, прилагаемую велосипедистом. Эта же процедура эксперимента была позже повторена в рамках разработки паутинного кондора и паутинного альбатроса. Результаты подтвердили, что скорость, с которой можно было получить необходимую подъемную силу, действительно достижима.
Второй эксперимент, проведённый во время поездки в Париж, выполнялся на велосипеде с пропеллером, разработки Босси. Гонщик-испытатель достиг скорости 23 мили (37 км) в час, но гироскопический эффект пропеллера создавал такой большой крутящий момент, что велосипедист становился неустойчивым. Босси ошибочно пришёл к выводу, что успешному летательному аппарату с приводом от человека потребуются два винта, вращающихся в противоположных направлениях, чтобы нейтрализовать влияние крутящего момента — аналогично конструкции вертолёта. В свете этих выводов Босси решил спроектировать самолёт, отвечающий этим сложным требованиям.
В 1933 году Франкфуртское политехническое общество (Frankfurt Polytechnische Gesellschaft) учредило приз за достижения в области пилотируемых полётов. Из-за недавно заключённого союза Рим-Берлин аналогичные политические и военные мероприятия были организованы в начальный период как в Италии, так и в Германии, чтобы укрепить эту связь. С этой целью в 1936 году итальянское правительство инициировало аналогичный конкурс: предлагая 100 000 лир за 1 км полёта, совершенного гражданином Италии. Босси знал, что не может получить приз из-за своего американского гражданства, но все равно решил попытаться выиграть его.
Проект Босси для конкурса был назван Pedaliante, что по-итальянски означает «педальный планер» — потому, что он использовал обычную конфигурацию и конструкцию планера. Конструкция была представлена в 1937 году, и итальянский производитель планеров Витторио Бономи получил контракт на постройку самолёта. Босси и Бономи наняли Эмилио Каско пилотом Pedaliante. Каско был майором итальянской армии и очень сильным велосипедистом. После нескольких недель испытаний в начале 1936 года Каско взлетел на Педальанте и пролетел около 300 футов (91,4 м) полностью своим ходом, что стало первым достижением, когда самолёт получил и поддерживал полёт полностью за счет человеческой силы. Хотя последующие расчеты подтвердили, что этот полёт был физически возможен, большинство согласны с тем, что для осуществления этого полёта потребовалась значительная физическая сила и выносливость Каско; этого не смог бы достичь обычный человек.
Включая запуск с катапульты на высоту 30 футов (9 м), «Педалианте» 13 сентября 1936 года совершил полёт на несколько сотен метров. 18 марта 1937 года в аэропорту Чинизелло недалеко от Милана самолёт был запущен на высоту 29,5 футов (9 м), и Каско успешно пролетел 0,62 мили (1 км). Это стало мировым рекордом по полёту с использованием вместо двигателя человека, но, поскольку запуск с катапульты не разрешался правилами соревнований, Pedaliante не выиграла приз, ради получения которого он был разработан. Самолёт был списан в следующем году, совершив в общей сложности 80 полётов, из них 43 без помощи катапульты. В то время Mufli и Pedaliante были самыми совершенными самолётами-мускулолётами из когда-либо построенных.

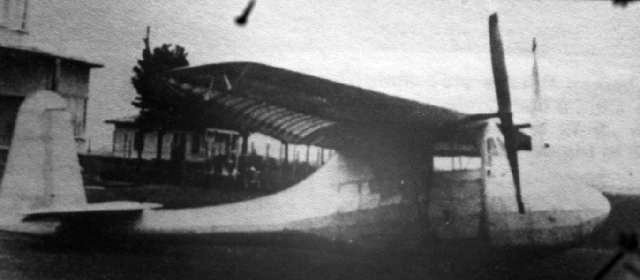
«Bossi-Bonomi Pedaliante»